# Engelbert Pérez
Engelberth Pérez (San Cristóbal, Táchira, Venezuela; 27 de octubre de 1986) es un futbolista venezolano que juega como centrocampista y actualmente se encuentra sin equipo.

## Clubes
| Club                            | País      | Año       |
| ------------------------------- | --------- | --------- |
| Trujillanos FC                  | Venezuela | 2003-2005 |
| Zamora                          | Venezuela | 2005-2008 |
| Deportivo Táchira               | Venezuela | 2008-2010 |
| Zamora FC                       | Venezuela | 2011-2012 |
| Deportivo Táchira               | Venezuela | 2012      |
| Lotería del Táchira Fútbol Club | Venezuela | 2013      |
| Margarita Fútbol Club           | Venezuela | 2014-2015 |

- Datos: Q8775908